# Woodlawn (condado de Fairfax)
Woodlawn es un lugar designado por el censo situado en el condado de Fairfax, Virginia (Estados Unidos). Según el censo de 2020, tiene una población de 20.859 habitantes.

## Demografía
Según el censo de 2020, Woodlawn tiene una población en la que el 19,2% son blancos; el 31% son afroamericanos; el 0,9% son indígenas; el 9,6% son asiáticos; el 0,01% son isleños del Pacífico; el 24,6% son de otra raza y el 14,5% son de dos o más razas. El 40,7% del total de la población son hispanos o latinos de cualquier raza.